# Alpine Skiweltmeisterschaften 1974
Die 23. Alpinen Skiweltmeisterschaften fanden vom 3. bis 10. Februar 1974 in St. Moritz in der Schweiz statt.

## Wahl des Austragungsortes
Beim 28. FIS-Kongress im Mai 1971 in Opatija (auch als Abbazia bekannt) erfolgte die Nominierung von St. Moritz.
Von den Gründen für den letztlich knappen Zuschlag für St. Moritz war kein einziger hervorzuheben, der den Ausschlag gegeben hatte. Nicht unbedeutend war, dass St. Moritz bei der Präsentation am Abend des 28. Mai als erster der Aspiranten drankam und taktisch gut war das am Schluss dieser Vorträge durch SSV-Zentralpräsident Karl Glatthard vorgebrachte Angebot platziert, die Unterkunft und Verpflegung der Teilnehmer gratis zur Verfügung zu stellen. Außerdem vermochte eine Multivisions-Show mit sechs Dia-Projektoren und Tonband in prägnanter Form die besonderen Vorzüge und Qualifikationen hervorzuheben und die Bewerbungen der nachfolgenden Kandidaten (wobei diese offensichtlich gemischt hinsichtlich der alpinen und nordischen Weltmeisterschaften antraten, denn die weitere Reihenfolge lautete Lake Louise, Falun, Garmisch, Lahti und Jackson Hole) in den Schatten zu stellen. Garmisch-Partenkirchen hatte als Blickfeld eine in der Halle des Hotels Adriatic aufgebaute Alphütte mit Bierausschank gezeigt. Was den Stimmenfluss betraf, wurde davon ausgegangen, dass im zweiten Durchgang die USA und auch der britische Commonwealth für die Schweizer, zudem der Ostblock nicht geschlossen für Garmisch-Partenkirchen votiert hatten.

Im ersten Wahlgang hatten St. Moritz 33, Garmisch-Partenkirchen 32, Lake Louise 9 und Jackson Hole 3 Stimmen erhalten. Im zweiten entfielen 40 auf St. Moritz, die weitere Verteilung war 33 und 4.

## Eröffnung
Die Zeremonie lief am 2. Februar vor 10.000 Zusehern ab. Der Schweizer Bundespräsident Ernst Brugger würdigte die stürmische Entwicklung des Skilaufs, gab aber zu bedenken, dass wirtschaftliche Interessen und Umweltschutzprobleme aufeinanderprallen. 111 Damen, 101 Herren nahmen an den Weltmeisterschaften teil. Für Österreich war Reinhard Tritscher der Fahnenträger.

## Erwähnenswertes
- Die WM war durch das Sonntagsfahrverbot bedroht. Die große Sorge der Veranstalter, bei dem Gian-Franco Kasper Pressesprecher war, und der dazu meinte, dass dadurch die Rennen unter Ausschluss der Öffentlichkeit stattfinden würden, was eine finanzielle Katastrophe bedeuten könnte. Vor allem die sonntägigen Herren-Rennen (Slalom, Abfahrt) wären betroffen gewesen, bei denen 30.000 bis 40.000 Zuseher erwartet wurden.[5]
- Durch starken Nebel zu Beginn der Weltmeisterschaften kam es zu Programmänderungen. Da die Herren dadurch kein Training austragen konnte, wurde deren Abfahrt vom Sonntag, 3. Februar, um sechs Tage auf Samstag, 9. Februar, verschoben – am 3. Februar fand stattdessen der Damen-Riesenslalom statt. Für eine Missstimmung sorgte aber der Umstand, dass der bereits am 1. Februar getroffene Beschluss noch vor der Mannschaftsführersitzung getroffen worden war. Für das DSV-Damenteam kam diese Vorverlegung ungünstig, da Christa Zechmeister eine Halsentzündung auskurierte und Rosi Mittermaier musste mit neuen Schuhen fahren, an die sie sich noch nicht hatte gewöhnen können. Selbst die Schweizer Teamführung musste ihre Läuferinnen telefonisch nach St. Moritz beordern[6]
- Das Veranstalterland Schweiz erlebte eine herbe Enttäuschung, indem es nur im Damen-Slalom zu einer Bronzemedaille durch die zum damaligen Zeitpunkt unbekannte Lise-Marie Morerod reichte. Vor allem in der Herrenabfahrt waren die Erwartungen hoch gewesen, mit Rang 9 wurde das bislang schlechteste Abfahrtsresultat seit Beginn der Weltmeisterschaften 1931 (bislang Rang 8 von Hans Peter Rohr 1966 in Portillo) „erlitten“.
- Gustav Thöni und Fabienne Serrat wurden mit je zwei Goldmedaillen die erfolgreichsten Rennläufer, wobei die Französin überhaupt erst in der Saison 1973/74 ihre ersten Siege im Weltcup hatte erringen können. Als „Überraschungen“ müssen Slalom-Gold von Hanni Wenzel, Abfahrts-Gold von David Zwilling (dazu Slalom-Silber) und Kombinations-Gold von Franz Klammer angesehen werden. – Anderseits schieden mit Roland Collombin in der Abfahrt und Christa Zechmeister im Slalom zwei Vierfach-Saisonsieger aus.
- Von vornherein chancenlos war das französische Herrenteam nach den Eliminierungen seiner Stars im Dezember 1973. Details dazu sind im Weltcupbericht 1973/74 zu lesen. Jedoch vermochte Gérard Bonnevie im Slalom zu überraschen.

## Epilog
Lt. einem Bericht in der „Kärntner Tageszeitung“ Nr. 104 vom 7. Mai 1974, S. 22, sind dem Veranstalter große Schulden entstanden, für die man auch die Wetterkapriolen (Verschiebung der Herrenabfahrt) verantwortlich machte. Vom Gesamtbudget von 8,8 Mio. CHFr. habe der Staat 2,3 Mio. als Image-Werbung der Schweiz beigesteuert, 800.000 kamen vom Kanton Graubünden, den Rest mussten der Fremdenverkehrsverein und die Gemeinde St. Moritz tragen. Doch Gian-Franco Kasper, der auch Fremdenverkehrsexperte war und der in einigen Jahren von seinem Vater die Agenden des Kurdirektors übernehmen sollte, sah es etwas anders: „Der Ort habe eine Umfahrungsstraße und ein neues Make-up erhalten. Weil die Medaillen nach Deutschland, Italien, Österreich und die USA gegangen sind, hat St. Moritz nicht nur in diesen Ländern wieder gewaltig aufgewertet. Es herrscht hier in St. Moritz keine Enttäuschung über das Abschneiden unserer Landsleute.“

## Männer

### Abfahrt
| Platz | Land | Sportler           | Zeit        |
| ----- | ---- | ------------------ | ----------- |
| 1     | AUT  | David Zwilling     | 1:56,98 min |
| 2     | AUT  | Franz Klammer      | 1:58,01 min |
| 3     | LIE  | Willi Frommelt     | 1:58,16 min |
| 4     | AUT  | Karl Cordin        | 1:58,25 min |
| 5     | ITA  | Giuliano Besson    | 1:58,43 min |
| 6     | AUS  | Manfred Grabler    | 1:58,46 min |
| 7     | ITA  | Stefano Anzi       | 1:58,48 min |
| 8     | CAN  | Dave Murray        | 1:58,60 min |
| 9     | SUI  | Walter Vesti       | 1:58,61 min |
| -     | -    | -                  | -           |
| 11    | FRG  | Sepp Ferstl        | 1:59,49 min |
| 12    | SUI  | Philippe Roux      | 1:59,56 min |
| 13    | SUI  | Bernhard Russi     | 1:59,84 min |
| 21    | FRG  | Michael Veith      | 2:01,16 min |
| 37    | LIE  | Herbert Marxer     | 2:04,72 min |
| 38    | FRG  | Wolfgang Junginger | 2:04,79 min |

Weltmeister 1972: Bernhard Russi (SUI)

Datum: 9. Februar, 12:00 Uhr

Piste: „Piz Nair“

Länge: 3210 m, Höhenunterschied: 805 m

Tore: 26
Am Start waren 87 Läufer, 78 von ihnen erreichten das Ziel.
Ausgeschieden u. a.: Roland Collombin (SUI), Werner Grissmann (AUT), Marcello Varallo (ITA), Peter Fischer (BRD)
Franz Vogler wurde nicht berücksichtigt, obwohl er der ersten Startgruppe, also jener der besten der Welt, angehörte (statt ihm wurden Peter Fischer, Sepp Ferstl, Michael Veith und Wolfgang Junginger nominiert). Sportwart Oskar Fischer begründete dies damit, dass die Jüngeren im Training schneller waren und „frühere Verdienste können nicht mit einem Start bei der WM belohnt werden“.

### Riesenslalom
| Platz | Land | Sportler           | Sportler    |
| ----- | ---- | ------------------ | ----------- |
| 1     | ITA  | Gustav Thöni       | 3:07,92 min |
| 2     | AUT  | Hans Hinterseer    | 3:08,84 min |
| 3     | ITA  | Piero Gros         | 3:08,91 min |
| 4     | ITA  | Helmuth Schmalzl   | 3:10,37 min |
| 5     | SUI  | Engelhard Pargätzi | 3:11,58 min |
| 6     | ITA  | Erwin Stricker     | 3:11,59 min |
| 7     | AUT  | Josef Pechtl       | 3:12,39 min |
| 8     | FRG  | Max Rieger         | 3:12,51 min |
| 9     | SWE  | Ingemar Stenmark   | 3:13,51 min |
| 10    | AUT  | Franz Klammer      | 3:13,89 min |
| 11    | FRG  | Sepp Heckelmiller  | 3:13,91 min |
| 12    | FRG  | Wolfgang Junginger | 3:14,79 min |
| 19    | SUI  | Walter Tresch      | 3:19,32 min |
| 26    | LIE  | Herbert Marxer     | 3:12,51 min |
| 36    | LIE  | Andreas Wenzel     | 3:31,36 min |

Weltmeister 1972: Gustav Thöni (ITA)

Datum: 5. Februar, 09:30 Uhr (1. Lauf), 13:00 Uhr (2. Lauf)

Piste: „Corvatsch“

Länge: 1290 m, Höhenunterschied: 405 m

Tore: 65 (1. Lauf), 66 (2. Lauf)
Am Start waren 117 Läufer, 68 von ihnen erreichten das Ziel.
Ausgeschieden u. a.: Edmund Bruggmann (SUI), Manfred Grabler (AUS), Willi Frommelt (LIE), Erik Håker (NOR), Bojan Križaj (YUG), Werner Mattle (SUI), Hans-Jörg Schlager (FRG), Stig Strand (SWE), David Zwilling (AUT)

### Slalom
| Platz | Land | Sportler                  | Zeit        |
| ----- | ---- | ------------------------- | ----------- |
| 1     | ITA  | Gustav Thöni              | 1:49,98 min |
| 2     | AUT  | David Zwilling            | 1:50,76 min |
| 3     | ESP  | Francisco Fernández Ochoa | 1:51,56 min |
| 4     | FRA  | Gérard Bonnevie           | 1:52,24 min |
| 5     | SUI  | Walter Tresch             | 1:52,63 min |
| 6     | SWE  | Gudmund Söderin           | 1:54,88 min |
| 7     | POL  | Andrzej Bachleda-Curuś    | 1:55,66 min |
| 8     | FRG  | Wolfgang Junginger        | 1:55,72 min |
| -     | -    | -                         | -           |
| 20    | AUT  | Franz Klammer             | 1:59,31 min |

Weltmeister 1972: Francisco Fernández Ochoa (ESP)

Datum: 10. Februar, 09:00 Uhr (1. Lauf), 12:00 Uhr (2. Lauf)

Länge: 615 m, Höhenunterschied: 225 m

Tore: 65 (1. Lauf), 66 (2. Lauf)
Vorerst schien Hans Hinterseer (AUT) auf dem Bronzerang auf, doch wurde er bei einer nachträglichen Feststellung eines Torfehlers disqualifiziert.
Am Start waren 114 Läufer, 42 von ihnen erreichten das Ziel.
Ausgeschieden u. a.: Willi Frommelt (LIE), Heini Hemmi (SUI), Piero Gros (ITA), Johann Kniewasser (AUT), Christian Neureuther (FRG), Fausto Radici (ITA), Max Rieger (FRG), Hans-Jörg Schlager (FRG), Ingemar Stenmark (SWE)
Disqualifikation: Hans Hinterseer (AUT)

### Kombination
| Platz | Land | Sportler               | Punkte |
| ----- | ---- | ---------------------- | ------ |
| 1     | AUT  | Franz Klammer          | 67,88  |
| 2     | POL  | Andrzej Bachleda-Curuś | 78,35  |
| 3     | FRG  | Wolfgang Junginger     | 89,01  |
| 4     | TCH  | Miloslav Sochor        | 127,07 |
| 5     | FIN  | Seppo Leppaniemi       | 151,84 |
| 6     | POL  | Maciej Gąsienica       | 156,38 |
| 7     | YUG  | Dušan Gorišek          | 161,72 |
| 8     | POL  | Roman Dereziński       | 162,42 |

Weltmeister 1972: Gustav Thöni (ITA)

Am Start waren 117 Läufer, 15 von ihnen klassierten sich. Die Positionen wurden nach einem Punktesystem aus den Ergebnissen der Abfahrt, des Riesenslaloms und des Slaloms ermittelt.

## Frauen

### Abfahrt
| Platz | Land | Sportlerin            | Zeit        |
| ----- | ---- | --------------------- | ----------- |
| 1     | AUT  | Annemarie Moser-Pröll | 1:50,84 min |
| 2     | CAN  | Betsy Clifford        | 1:51,78 min |
| 3     | AUT  | Wiltrud Drexel        | 1:52,15 min |
| 4     | AUT  | Monika Kaserer        | 1:52,40 min |
| 5     | SUI  | Marie-Theres Nadig    | 1:52,47 min |
| 6     | ITA  | Christina Tissot      | 1:52,52 min |
| 7     | CAN  | Kathy Kreiner         | 1:52,81 min |
| 8     | NOR  | Toril Førland         | 1:53,07 min |
| -     | -    | -                     | -           |
| 11    | SUI  | Bernadette Zurbriggen | 1:53,49 min |
| 13    | LIE  | Hanni Wenzel          | 1:53,80 min |
| 14    | FRG  | Evi Mittermaier       | 1:53,88 min |
| 19    | SUI  | Marianne Hefti        | 1:55,95 min |
| 26    | SUI  | Rita Schnider         | 1:57,26 min |
| 33    | LIE  | Ursula Konzett        | 1:59,45 min |
| 37    | LIE  | Andrea Riesch         | 1:59,72 min |
| 38    | FRG  | Traudl Treichl        | 1:59,86 min |

Weltmeisterin 1972: Marie-Theres Nadig (SUI)

Datum: 7. Februar, 12:00 Uhr

Länge: 2400 m, Höhenunterschied: 575 m

Tore: 23
Am Start waren 50 Läuferinnen, 42 von ihnen erreichten das Ziel.
Ausgeschieden u. a.: Claudia Giordani (ITA), Irmgard Lukasser (AUT), Rosi Mittermaier (FRG), Cindy Nelson (USA)

### Riesenslalom
| Platz | Land | Sportlerin            | Zeit        |
| ----- | ---- | --------------------- | ----------- |
| 1     | FRA  | Fabienne Serrat       | 1:43,18 min |
| 2     | FRG  | Traudl Treichl        | 1:43,72 min |
| 3     | FRA  | Jacqueline Rouvier    | 1:43,81 min |
| 4     | AUT  | Annemarie Moser-Pröll | 1:44,24 min |
| 5     | AUT  | Monika Kaserer        | 1:44,35 min |
| 6     | USA  | Barbara Ann Cochran   | 1:44,51 min |
| 7     | LIE  | Hanni Wenzel          | 1:44,55 min |
| 8     | USA  | Marilyn Cochran       | 1:44,73 min |
| -     | -    | -                     | -           |
| 10    | AUT  | Brigitte Schroll      | 1:45,01 min |
| 14    | AUT  | Irmgard Lukasser      | 1:46,11 min |
| 15    | FRG  | Christa Zechmeister   | 1:46,64 min |
| 16    | SUI  | Marianne Jäger        | 1:47,08 min |
| 18    | FRG  | Elisabeth Mayr        | 1:47,64 min |
| 25    | LIE  | Ursula Konzett        | 1:50,21 min |
| 34    | LIE  | Andrea Risch          | 1:53,21 min |

Weltmeisterin 1972: Marie-Theres Nadig (SUI)

Datum: 3. Februar, 12:00 Uhr

Höhenunterschied: 405 m

Tore: 65
Am Start waren 61 Läuferinnen, 48 von ihnen erreichten das Ziel.
Ausgeschieden u. a.: Claudia Giordani (ITA), Michèle Jacot (FRA), Kathy Kreiner (CAN), Rosi Mittermaier (FRG), Lise-Marie Morerod (SUI), Marie-Theres Nadig (SUI), Cindy Nelson (USA), Bernadette Zurbriggen (SUI)
Die niedrigen Startnummern waren bei diesem Neuschneerennen benachteiligt (u. a. Monika Kaserer mit 1 und Annemarie Pröll mit 3), die Nummern für Gold, Silber und Bronze waren 4, 7 und 6. Auch die danach kommenden Läuferinnen fanden nicht gute Bedingungen vor (nur Hanni Wenzel mit 15 kam noch auf Rang 7).

### Slalom
| Platz | Land | Sportlerin         | Zeit        |
| ----- | ---- | ------------------ | ----------- |
| 1     | LIE  | Hanni Wenzel       | 1:34,63 min |
| 2     | FRA  | Michèle Jacot      | 1:35,15 min |
| 3     | SUI  | Lise-Marie Morerod | 1:35,29 min |
| 4     | FRA  | Fabienne Serrat    | 1:35,61 min |
| 5     | ITA  | Claudia Giordani   | 1:36,19 min |
| 6     | FRG  | Rosi Mittermaier   | 1:36,39 min |
| 7     | AUT  | Monika Kaserer     | 1:36,61 min |
| 8     | NOR  | Toril Førland      | 1:36,72 min |
| -     | -    | -                  | -           |
| 10    | FRG  | Pamela Behr        | 1:38,23 min |
| 13    | AUT  | Irmgard Lukasser   | 1:38,93 min |
| 29    | LIE  | Ursula Konzett     | 1:45,37 min |

Weltmeisterin 1972: Barbara Ann Cochran (USA)

Datum: 8. Februar, 10:00 Uhr (1. Lauf), 13:00 Uhr (2. Lauf)

Länge: 420 m, Höhenunterschied: 135 m

Tore: 52 (1. Lauf), 52 (2. Lauf)
Am Start waren 62 Läuferinnen, 42 von ihnen erreichten das Ziel.
Ausgeschieden u. a.: Betsy Clifford (USA), Barbara Ann Cochran (USA), Marilyn Cochran (USA), Danièle Debernard (FRA), Brigitte Hauser (AUT), Annemarie Moser-Pröll (AUT), Marie-Theres Nadig (SUI), Traudl Treichl (FRG), Christa Zechmeister (FRG), Bernadette Zurbriggen (SUI)
Mit Start-Nr. 13 ins Rennen gegangen, kam Zechmeister gleich im ersten Tor nach der Zwischenzeit, bei der sie mit 22,06 s die beste Marke auswies, zu Sturz. Diese Passage war schon bei Rennbeginn als «Schlüsselstelle» erkannt und vor ihr gewarnt worden. Rosi Mittermaier war nach dem ersten Lauf auf Rang 3 gelegen, fiel aber noch auf den 6. Platz zurück. Hanni Wenzels Start war kurzfristig in Frage gestanden, nachdem sie sich drei Wochen zuvor beim Abfahrtstraining in Bad Gastein verletzt hatte und nun mit Knieschützern am rechten Bein fuhr.

### Kombination
| Platz | Land | Sportlerin        | Punkte |
| ----- | ---- | ----------------- | ------ |
| 1     | FRA  | Fabienne Serrat   | 20,14  |
| 2     | LIE  | Hanni Wenzel      | 25,31  |
| 3     | AUT  | Monika Kaserer    | 27,44  |
| 4     | CAN  | Judy Crawford     | 45,83  |
| 5     | NOR  | Toril Førland     | 54,52  |
| 6     | NOR  | Anette Schaumburg | 102,26 |
| 7     | NOR  | Siri Møling       | 112,33 |
| 8     | GBR  | Valentina Iliffe  | 120,33 |

Weltmeisterin 1972: Annemarie Pröll (AUT)

Am Start waren 61 Läufer, 15 von ihnen klassierten sich. Die Positionen wurden nach einem Punktesystem aus den Ergebnissen der Abfahrt, des Riesenslaloms und des Slaloms ermittelt.

## Medaillenspiegel
| Platz | Land           | Gold | Silber | Bronze | Gesamt |
| ----- | -------------- | ---- | ------ | ------ | ------ |
| 1     | Österreich     | 3    | 3      | 2      | 8      |
| 2     | Frankreich     | 2    | 1      | 1      | 4      |
| 3     | Italien        | 2    | –      | 1      | 3      |
| 4     | Liechtenstein  | 1    | 1      | 1      | 3      |
| 5     | BR Deutschland | –    | 1      | 1      | 2      |
| 6     | Kanada         | –    | 1      | –      | 1      |
|       | Polen          | –    | 1      | –      | 1      |
| 8     | Schweiz        | –    | –      | 1      | 1      |
|       | Spanien        | –    | –      | 1      | 1      |